# Christian Bassedas
Christian Gustavo Bassedas (* 16. Februar 1973 in Buenos Aires) ist ein ehemaliger argentinischer Fußballspieler, der im defensiven Mittelfeld spielte. Er nahm an den Olympischen Spielen 1996 in Atlanta teil. Bei den Panamerikanischen Spielen gewann er 1995 mit der Mannschaft die Goldmedaille. Seit 2018 ist er Cheftrainer von UAI Urquiza.

## Spielerkarriere

### Verein
Bassedas begann in der Jugendabteilung von CA Vélez Sarsfield mit dem Fußballspielen. Sein erstes Spiel in der Profimannschaft bestritt er am 3. März 1991. Er spielte als Libero, war ein wichtiger Teil von Vélez in den 1990er-Jahren und gewann mit dem Verein vier Meisterschaften. Außerdem gewann er in dieser Zeit mit Vélez fünf internationale Titel, einschließlich der Copa Libertadores 1994 und des Weltpokals 1994.
Im Jahr 2000 wechselte er für 3,5 Mio. Pfund zum englischen Premier-League-Club Newcastle United. In der Saison 2001/02 wurde er an CD Teneriffa verliehen. Im Januar 2001 erzielte er sein einziges Tor für Newcastle in einem Spiel gegen den FC Chelsea.
2003 schloss er sich den Newell’s Old Boys an, beendete aber bereits nach zwei Monaten Training und noch vor Beginn der neuen Saison seine aktive Laufbahn.

### Nationalmannschaft
Bassedas gewann 1995 mit der Nationalmannschaft die Panamerikanischen Spiele. Bei den Olympischen Spielen 1996 in Atlanta gewann er mit dem Team die Silbermedaille. Er absolvierte mehrere Partien in der Qualifikation für die Weltmeisterschaft 1998, gehörte beim Finalturnier in Frankreich jedoch nicht zum Kader.

## Trainer- und Managementkarriere
Ende 2008 wurde Bassedas Berater von Vélez Sarsfield in der argentinischen Primera División. Seine erste Empfehlung war Ricardo Gareca als Trainer. Er war auch an den Verpflichtungen von Maximiliano Moralez, Sebastián Domínguez und Joaquín Larrivey beteiligt. In seiner ersten Saison gewann Vélez die Clausura 2009.
Im November 2015 übernahm er den Trainerposten bei Vélez Sarsfield. Er trat im September 2016 zurück, nachdem es nach einer 0:3-Niederlage gegen den Racing Club zu Protesten der Anhänger gekommen war.
Am 20. Dezember 2017 wurde er Trainer von Olimpo de Bahía Blanca. Am 6. Oktober 2018 wurde er Cheftrainer von UAI Urquiza.

## Erfolge

### Spieler
- Primera División: Clausura 1993, Apertura 1995, Clausura 1996, Clausura 1998
- Copa Libertadores: 1994
- Weltpokal: 1994
- Copa Interamericana: 1996
- Supercopa Sudamericana: 1996
- Recopa Sudamericana: 1997

### International
- Panamerikanische Spiele: Gold 1995
- Olympische Spiele: Silber 1996

### Manager
- Primera División: Clausura 2009 (als Berater beteiligt)